# Żmigródek (gromada)
Żmigródek – dawna gromada, czyli najmniejsza jednostka podziału terytorialnego Polskiej Rzeczypospolitej Ludowej w latach 1954–1972.
Gromady, z gromadzkimi radami narodowymi (GRN) jako organami władzy najniższego stopnia na wsi, funkcjonowały od reformy reorganizującej administrację wiejską przeprowadzonej jesienią 1954 do momentu ich zniesienia z dniem 1 stycznia 1973, tym samym wypierając organizację gminną w latach 1954–1972.
Gromadę Żmigródek z siedzibą GRN w Żmigródku utworzono – jako jedną z 8759 gromad na obszarze Polski – w powiecie milickim w woj. wrocławskim, na mocy uchwały nr 22/54 WRN we Wrocławiu z dnia 2 października 1954. W skład jednostki weszły obszary dotychczasowych gromad Żmigródek, Borek i Garbice ze zniesionej gminy Żmigródek w tymże powiecie. Dla gromady ustalono 14 członków gromadzkiej rady narodowej.
1 stycznia 1960 do gromady Żmigródek włączono obszar zniesionej gromady Radziądz w tymże powiecie.
31 grudnia 1961, na mocy uchwały nr 20 WRN we Wrocławiu z 6 października 1961, gromadę Żmigródek miano znieść, a jej obszar włączyć do gromad: Żmigród (wsie Radziądz, Gatka, Żmigródek i Ruda Żmigrodzka) i Korzeńsko (wsie Garbce i Borek) w tymże powiecie. Mimo opublikowania uchwały w Dzienniku WRN z 20 grudnia 1961, Rada Ministrów uchwałą nr 510/61 z 28 listopada 1961 odmówiła zatwierdzenia aktualnego punktu uchwały WRN, przez co gromada Żmigródek utrzymała się.
1 lipca 1968 gromadę zniesiono, a jej obszar włączono do gromad: Żmigród (wsie Radziądz, Ruda Żmigrodzka i Żmigródek) i Korzeńsko (wsie Borek, Gatka i Garbce) w tymże powiecie.